# Clupanodon thrissa
Clupanodon thrissa is een straalvinnige vissensoort uit de familie van de haringen (Clupeidae). De wetenschappelijke naam is gepubliceerd in 1758 door Linnaeus in de tiende editie van Systema naturae.